# Velio Spano
Velio Spano (Teulada, 15 gennaio 1905 – Roma, 7 ottobre 1964) è stato un politico e antifascista italiano, membro dell'Assemblea costituente e senatore per le prime quattro legislature.

## La giovinezza
Nacque a Teulada il 15 gennaio 1905 da Attilio e Antonietta Contini. Nel 1910 la famiglia si trasferì a Guspini, importante centro minerario, dove il movimento socialista era presente, forte e ben organizzato. A Guspini il giovane Spano ebbe modo di conoscere le lotte della classe operaia e dei minatori, rimanendone segnato. Nel centro minerario compì anche i primi studi, proseguiti poi a Cagliari, nel liceo Dettori, dove conseguì la maturità classica. Nel 1923 s'iscrisse alla FGCI, partecipando alle lotte popolari che si svolsero a Cagliari in seguito alla marcia su Roma.
Nel dicembre del 1923 la famiglia si trasferì a Rodi, mentre Velio si iscrisse alla Facoltà di Giurisprudenza dell'Università di Roma. Nel 1924 entrò a far parte dei gruppi dirigenti della FGCI del Lazio. A Roma conobbe anche Antonio Gramsci, col quale s'intrattenne spesso in lunghe discussioni sulla "questione sarda". Su quei colloqui con Gramsci Velio Spano scriverà più tardi: 

## La prima militanza
Nella primavera del 1925 dirige a Roma, con Altiero Spinelli, il Gruppo Comunista Universitario. Nel 1926 il Partito lo invia a Torino per guidare il locale Gruppo Comunista Universitario. Nel 1927, abbandonati gli studi, entra a far parte dell'apparato illegale della FGCI col nome di battaglia di "Mariano". A Torino viene arrestato, condannato a 2 mesi di carcere e proposto per l'assegnazione al confino. Contemporaneamente, mentre si trova in carcere, è deferito al Tribunale Speciale di Roma per il reato di ricostituzione del Partito Comunista d'Italia e condannato a 6 anni di reclusione, che sconterà tra il 1928 e il 1932.
Sull'esperienza del carcere, arricchito nella preparazione politica e nel carattere, scriverà nel 1930 alla famiglia: "Non ho perduto un centimetro della mia statura". Viene scarcerato nel dicembre del 1932 per effetto dell'amnistia del decennale. In seguito ad un nuovo ordine di cattura, nel gennaio del 1933 decide di espatriare in Francia.

## L'esilio in Francia
A Parigi Velio entrò a far parte dell'apparato illegale del Partito Comunista Italiano all'estero, assumendo compiti di direzione e di collegamento con i lavoratori emigrati. Nell'ottobre del 1934 curò insieme a Romain Rolland la diffusione di un appello, cui aderirono numerosi intellettuali francesi, che chiedeva la liberazione di Gramsci e l'invio di una delegazione d'inchiesta per verificare le condizioni dei detenuti politici nelle carceri italiane.
Nel novembre del 1935 si trova in Egitto per svolgere, per conto del PCI, azione di propaganda tra le truppe italiane che muovono verso Suez. Nel corso degli anni 1935-1937 svolse numerose missioni clandestine in Italia, come inviato del centro estero del partito, con l'obiettivo di mantenere viva una certa attività antifascista organizzata.

## La guerra di Spagna
Nel 1937 è in Spagna e partecipa alla guerra civile come membro dello stato maggiore del comandante Juan Modesto. In Spagna avrà compiti di organizzazione dei servizi radio, che permetteranno di parlare direttamente col popolo italiano. "Radio Milano", diretta da Velio Spano, era una tra le frequenze più ascoltate in Italia, come testimoniano anche i numerosi arresti effettuati sotto questo capo d'imputazione. Verso la fine del 1937 fece rientro a Parigi, dove assunse l'incarico, insieme a Mario Montagnana, di direzione del giornale del partito, L'Unità, svolgendo, per tutta la durata dell'anno 1938, anche un'intensa attività politica a favore del Fronte Popolare e organizzando una scuola di partito in Lorena.

## In Tunisia
Nell'ottobre del 1938 fu inviato dal PCI a Tunisi, col compito di rafforzare l'attività antifascista, orientare la numerosa comunità italiana in Tunisia e rinsaldare i legami di amicizia col governo democratico francese. Spano iniziò a Tunisi un'intensa attività di propaganda, stabilendo numerosi contatti con giovani antifascisti italiani, come Maurizio Valenzi, i fratelli Loris, Ruggero, Diana e Nadia Gallico, Michele Rossi, Marco Vais, Ferruccio e Silvano Bensasson e altri iscritti al Partito Comunista Tunisino. Il lavoro di mobilitazione e propaganda sviluppato da Spano permise di fondare un quotidiano, chiamato Il Giornale, da contrapporre al fascista Unione. Intorno al 1939 il quotidiano fu sequestrato e definitivamente soppresso.
La situazione degenerò rapidamente allo scoppio della guerra, quando il PCT entrò nella clandestinità. Nel maggio del 1939, intanto, Velio sposa Nadia Gallico. Egli avrebbe preferito rientrare in Italia, come già avevano fatto diversi esponenti del partito, ma la Direzione del PCI gli chiese di restare in Tunisia. Nel 1940 fu arrestato e rinchiuso, insieme ad altri comunisti italiani, nel campo di concentramento di Sbeitla, dove rimase fino alla caduta di Parigi (giugno 1940).
Nel 1941 Velio riorganizzò il Partito Comunista Tunisino, divenendone di fatto il principale dirigente. Negli anni della guerra, inoltre, stabilì preziosi contatti con i gollisti e i socialisti francesi e con il partito arabo del Neo-Destour di Bourguiba, per una lotta comune contro il governo collaborazionista di Vichy. Nel novembre del 1941, in seguito alla denuncia di un delatore, la maggior parte del gruppo dirigente del Partito Comunista Tunisino fu arrestata. Nel processo che seguì Velio Spano, sfuggito alla cattura, fu condannato a morte in contumacia. La condanna fu confermata nel giugno dello stesso anno, con l'accusa di "riorganizzazione di partito disciolto e propaganda delle parole d'ordine della Terza Internazionale".
Nonostante la caccia spietata della polizia fascista, continuò a operare nella clandestinità, e nel dicembre del 1942 tenne una conferenza dei quadri dirigenti del PCT. In quello stesso anno, quando la Tunisia fu invasa dalle truppe italiane, Spano svolse un intenso lavoro politico tra i soldati, organizzando fra loro nuclei comunisti e distribuendo giornali di propaganda antifascista. Liberata la Tunisia nel maggio del 1943, Spanò poté uscire dalla clandestinità e far rientro, il 16 ottobre dello stesso anno, in Italia.

## Il rientro in Italia e la guerra di liberazione
Rientrato a Napoli, Spano, insieme a Eugenio Reale, Marcello Marroni e Clemente Maglietta, diresse il PCI nell'Italia liberata. In questo periodo lavorò per rafforzare l'organizzazione del Partito Comunista Italiano e per radicarne l'atteggiamento unitario, patriottico e nazionale tra la base e i militanti sparsi in tutto il Mezzogiorno. Dal dicembre del 1943 assunse la direzione dell'edizione meridionale del giornale del partito. Nel gennaio del 1944 prese parte al congresso di Bari del Comitato di Liberazione Nazionale, dove, insieme a Reale, allineandosi alle posizioni di socialisti e azionisti, rifiutò la partecipazione del PCI al governo, ponendo come pregiudiziale l'immediata abdicazione del re.
Nell'aprile del 1944 partecipò al congresso regionale del PCI siciliano, e intervenne in maniera determinante sull'atteggiamento da assumere nei confronti del separatismo anche in Calabria, e poi, nel giugno, in Sardegna, dove si poneva il problema di correggere le posizioni autonomiste del partito.

## Dopo la Liberazione
Nel luglio del 1944 entrò a far parte della direzione provvisoria del PCI "operativa" per l'Italia liberata. In quello stesso mese passò a dirigere, fino al giugno del 1946, l'edizione romana dell'organo comunista. Nel maggio del 1945 rappresentò la direzione nazionale al 2º congresso regionale sardo del PCI, sostenendo la necessità di saldare la lotta per l'autonomia a quella per le riforme sociali. Membro della direzione provvisoria nazionale costituita, l'8 agosto 1945, dai due gruppi dirigenti di Roma e Milano, fu membro anche della Consulta Nazionale per la Costituente e sottosegretario all'agricoltura nel Governo De Gasperi II (luglio 1946-gennaio 1947). Al 5º congresso del PCI (dicembre 1945) fu eletto nel Comitato Centrale e nella direzione, dove rimase fino al 9º congresso.
Eletto deputato alla Costituente per la Sardegna, dal 1947 al 1957 fu segretario del PCI nell'isola, partecipando alle grandi lotte contadine, all'occupazione delle terre, al duro sciopero di 72 giorni dei minatori di Carbonia, e conducendo la battaglia per la rinascita sociale ed economica della Sardegna. Nelle elezioni del 18 aprile 1948 venne eletto senatore, e poi riconfermato nelle successive legislature, nel collegio di Guspini-Iglesias. Nell'agosto del 1949, primo inviato del PCI, fece un viaggio nella Cina comunista, che descriverà come giornalista.
Nel 1956 divenne responsabile esteri del PCI, nel 1958 segretario del Movimento Italiano per la Pace, e quindi membro della Presidenza Mondiale. Nel novembre 1961 si oppose, in atteggiamento critico verso l'Unione Sovietica, alla relazione "continuista" di Palmiro Togliatti, segretario del PCI, nel Comitato Centrale che seguì al XXII congresso del Partito Comunista dell'Unione Sovietica, che aveva confermato le posizioni antistaliniste già assunte dal segretario del PCUS Nikita Chruščëv nel XX congresso del 1956.
Morì a Roma il 7 ottobre 1964. Alla sua morte gli subentrò Luigi Polano al Senato.

## Opere
- Guadalajara. 8-23 marzo 1937, Parigi, Edizioni di coltura sociale, 1937.
- I comunisti italiani e l'unità nazionale contro l'invasore, Napoli, Ed. Stalin (Soc. Tip. Anonima Libraria Italia Nuova), 1943.
- Il partito della classe operaia, Edizioni del Partito Comunista Italiano, 1944.
- Alla conquista di Cagliari. La marcia dei comunisti cagliaritani dal 1921 al 1947, Cagliari, a cura delle sezioni comuniste di Cagliari, 1947.
- Roma o Mosca? Riproduzione riassuntiva del contraddittorio fra Padre Lombardi e l'On. Sen. Velio Spano tenutosi in Cagliari il 4-12-1948 sul tema: cristianesimo o comunismo, Cagliari, Tip. Fadda, 1949.
- Ciò che ho visto nella Cina popolare. Testo stenografico della conferenza tenuta il 26 febbraio 1950 al teatro Alfieri di Torino da V. S. di ritorno dal suo lungo viaggio nella Repubblica popolare cinese, Torino, Tip. Ti. Po, Tipografia Popolare, 1950.
- Nella Cina di Mao Ze-Tun, Milano. Milano-Sera, 1950.
- Il banditismo sardo e i problemi della rinascita, Roma, Editori riuniti, 1954.
- Risorgimento africano, Roma, Editori riuniti, 1960.
- Per l'unità del popolo sardo, Cagliari, Edizioni della torre, 1978.